# Metellina
Metellina là một loài nhện trong họ Tetragnathidae.

## Các loài
Chi này gồm các loài:
- Metellina curtisi (McCook, 1894)
- Metellina kirgisica (Bakhvalov, 1974)
- Metellina mengei (Blackwall, 1870)
- Metellina merianae (Scopoli, 1763)
  - Metellina merianae celata (Blackwall, 1841)
- Metellina mimetoides Chamberlin & Ivie, 1941
- Metellina orientalis (Spassky, 1932)
- Metellina segmentata (Clerck, 1757)